# Wincenty Wodzinowski
Wincenty Wodzinowski, né en 1866 à Igołomia et mort le 5 juillet 1940 à Cracovie, est un peintre polonais et professeur d'art, associé au mouvement Jeune Pologne.

## Biographie
Il prend ses premiers cours de dessin de 1880 à 1881 avec Wojciech Gerson à Varsovie. De 1881 à 1889, il étudie à l'Académie des beaux-arts de Cracovie avec Władysław Łuszczkiewicz et Jan Matejko. Il poursuit ses études à l'Académie des Beaux-Arts de Munich avec Alexander von Wagner de 1891 à 1892. De 1892 à 1907, la plupart de son travail est réalisé sous contrat avec Ignacy Korwin-Malewski (1846-1926), un riche collectionneur d'art.
En 1893 et 1894, il participe à la planification et à la réalisation du Panorama de Racławice, un projet de Jan Styka. De 1896 jusqu'au début de la Première Guerre mondiale, il donne des cours de peinture avancés pour femmes au Musée de l'industrie artistique à Cracovie (pl).

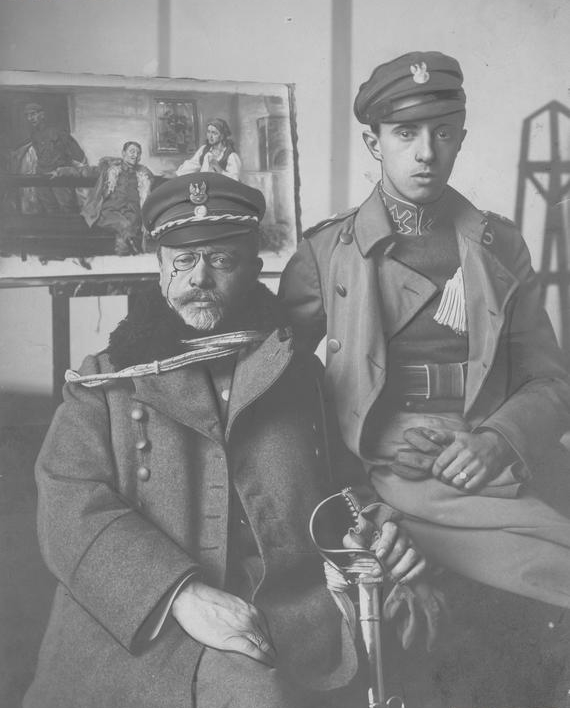
L'artiste et son fils en uniforme de légionnaire (1917).

Pendant la guerre, il est membre des légions polonaises, produisant de nombreux croquis de portraits de ses compagnons légionnaires ; dont Leon Berbecki (en), Kazimierz Sosnkowski et Włodzimierz Zagórski (en).
Il travaille dans une grande variété de genres. Il peint des paysages, des portraits, des compositions réalistes et symboliques, des scènes de genre champêtres. Plusieurs de ses œuvres peuvent être vues au Musée de l'histoire du mouvement populaire polonais (pl).

### Vie privée
Wodzinowski a un fils et une fille. Sa fille, Wincentyna (1909-1991) épouse l'artiste Andrzej Stopka (pl) (1904-1973) en 1947,.
Il meurt le 5 juillet 1940 à Cracovie et est enterré au cimetière Rakowicki.

## Récompenses et hommage
- 1927 : Officier de l'Ordre Polonia Restituta[7]
- 1933 : Croix de l'Indépendance[8]
- 1938 : Commandeur de l'Ordre Polonia Restituta[9]

Une rue du quartier Azory (Prądnik Biały) de Cracovie porte son nom (Wincentego Wodzinowskiego).

## Galerie

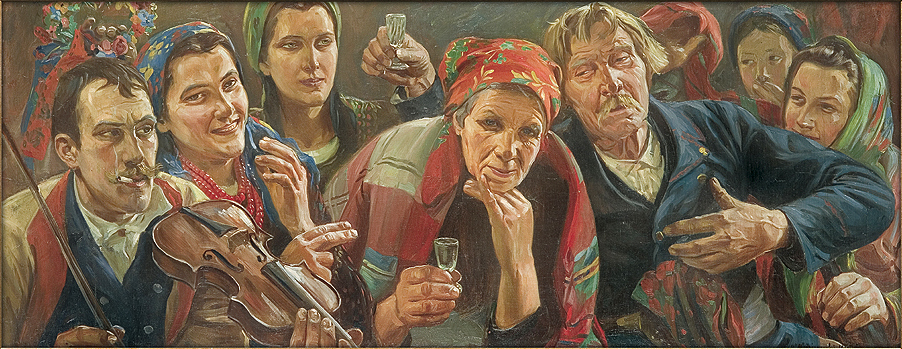
Toast (1914)
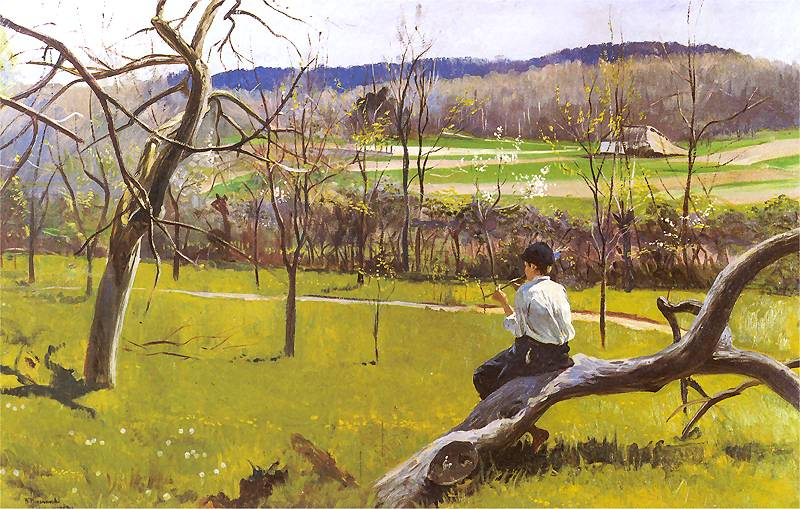
Printemps (1902)
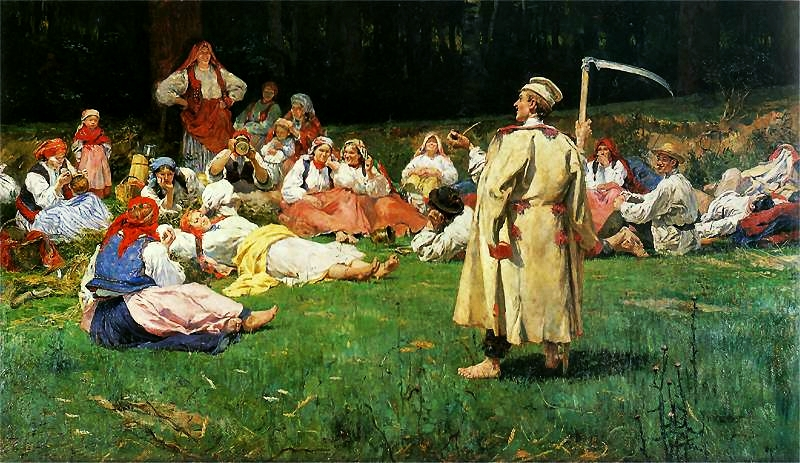
Repos des moissonneurs (1890)
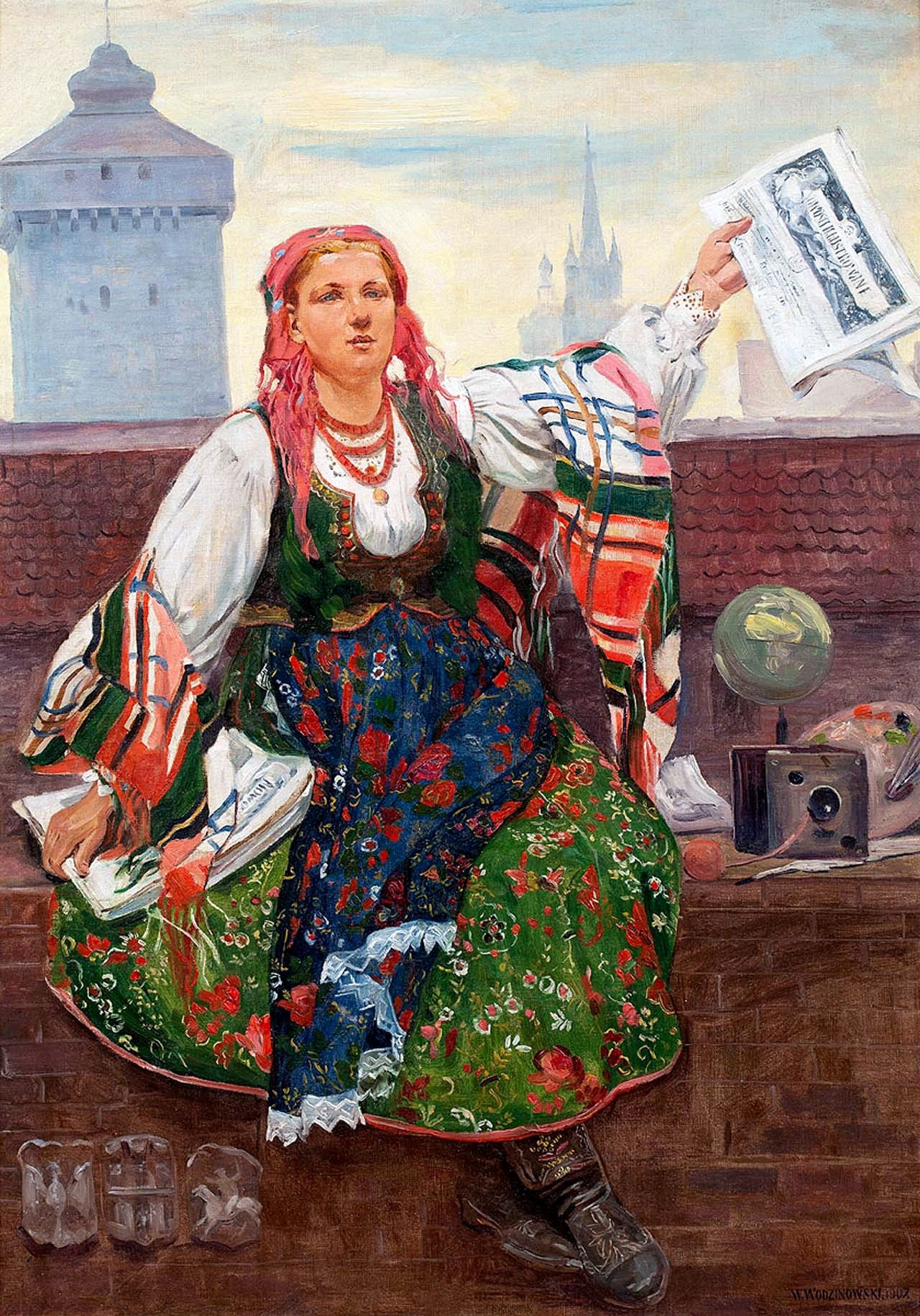
Femme vendant des journaux (1907)
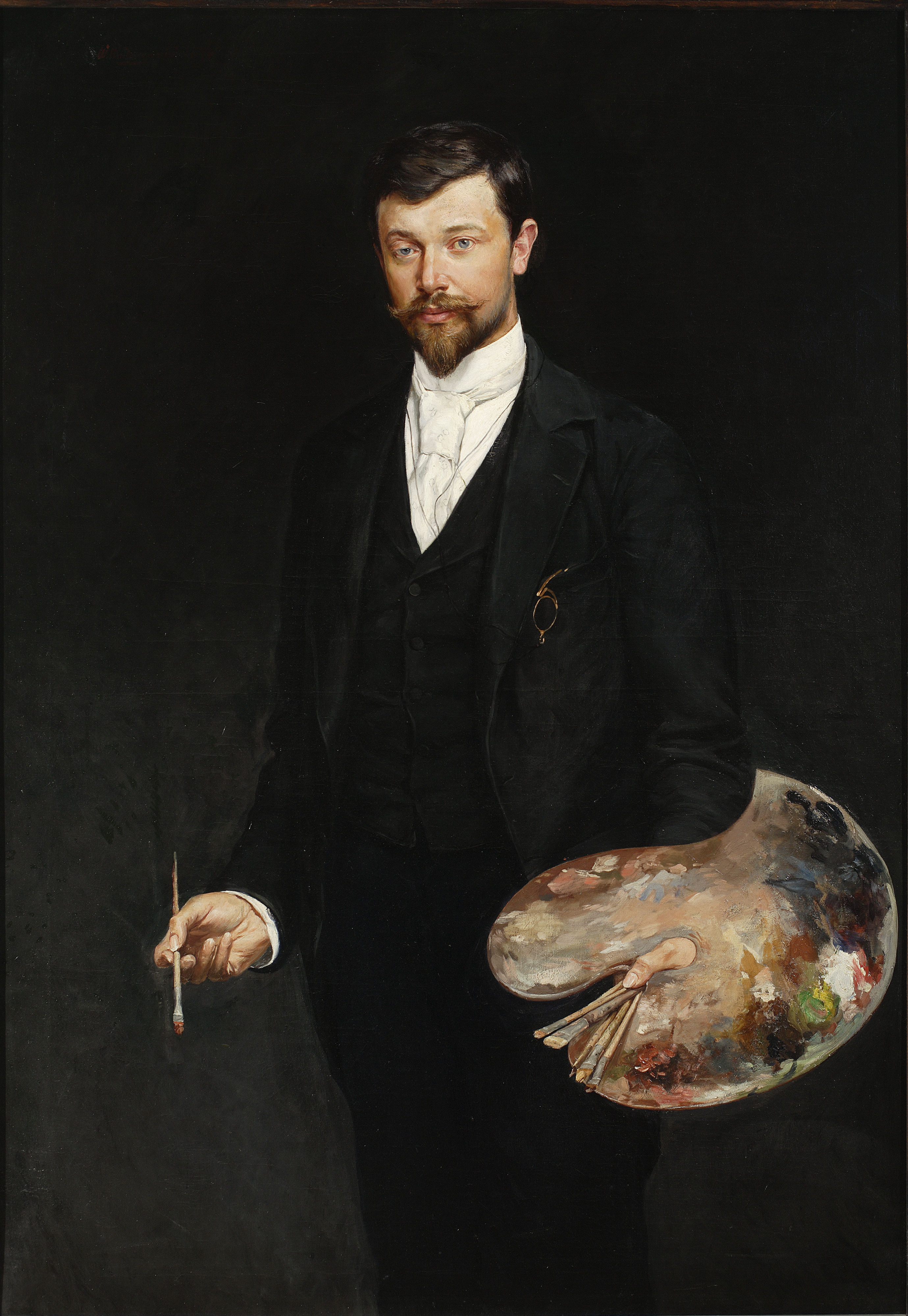
Autoportrait (1895)
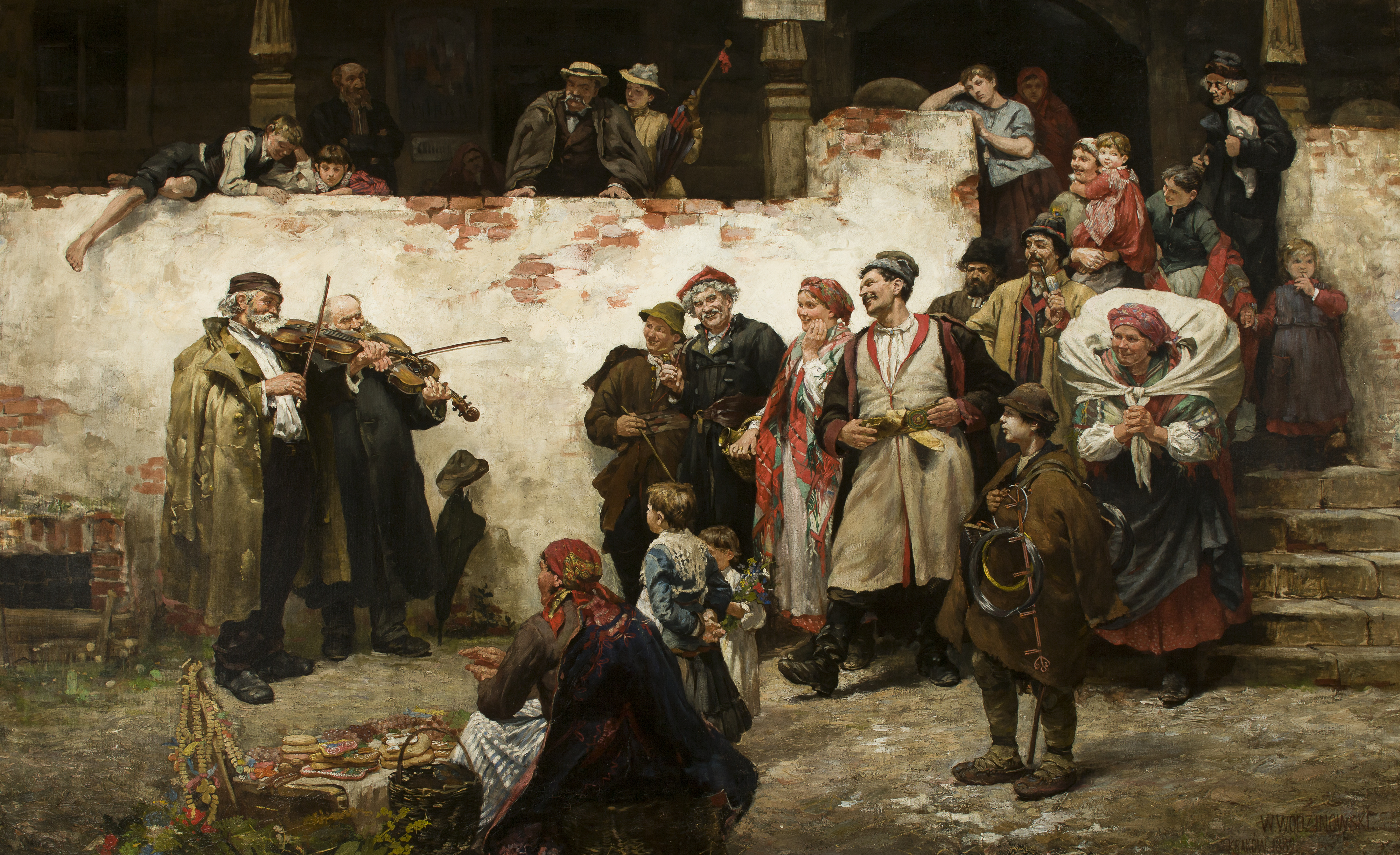
Note familière (1899)
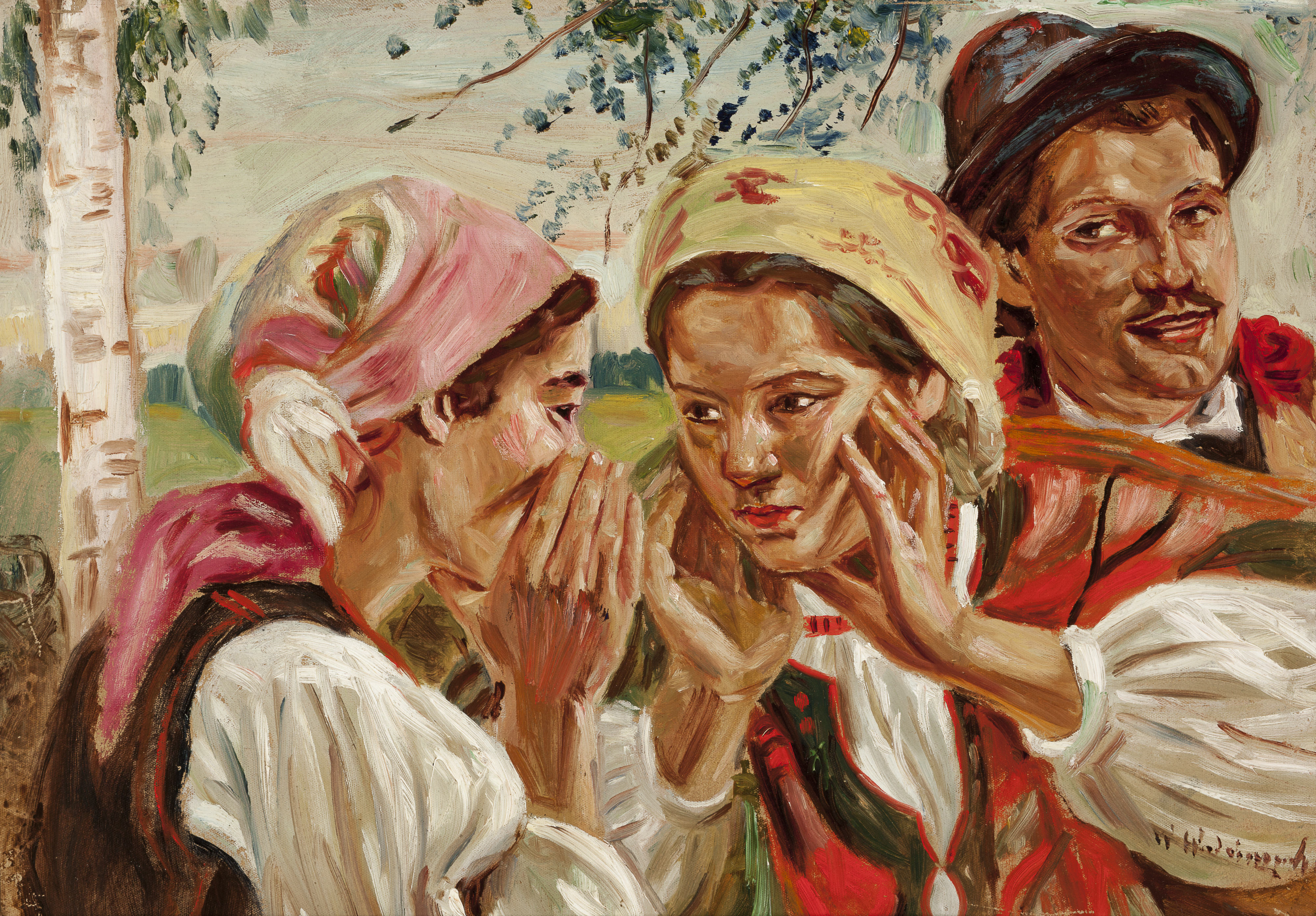
Secrets
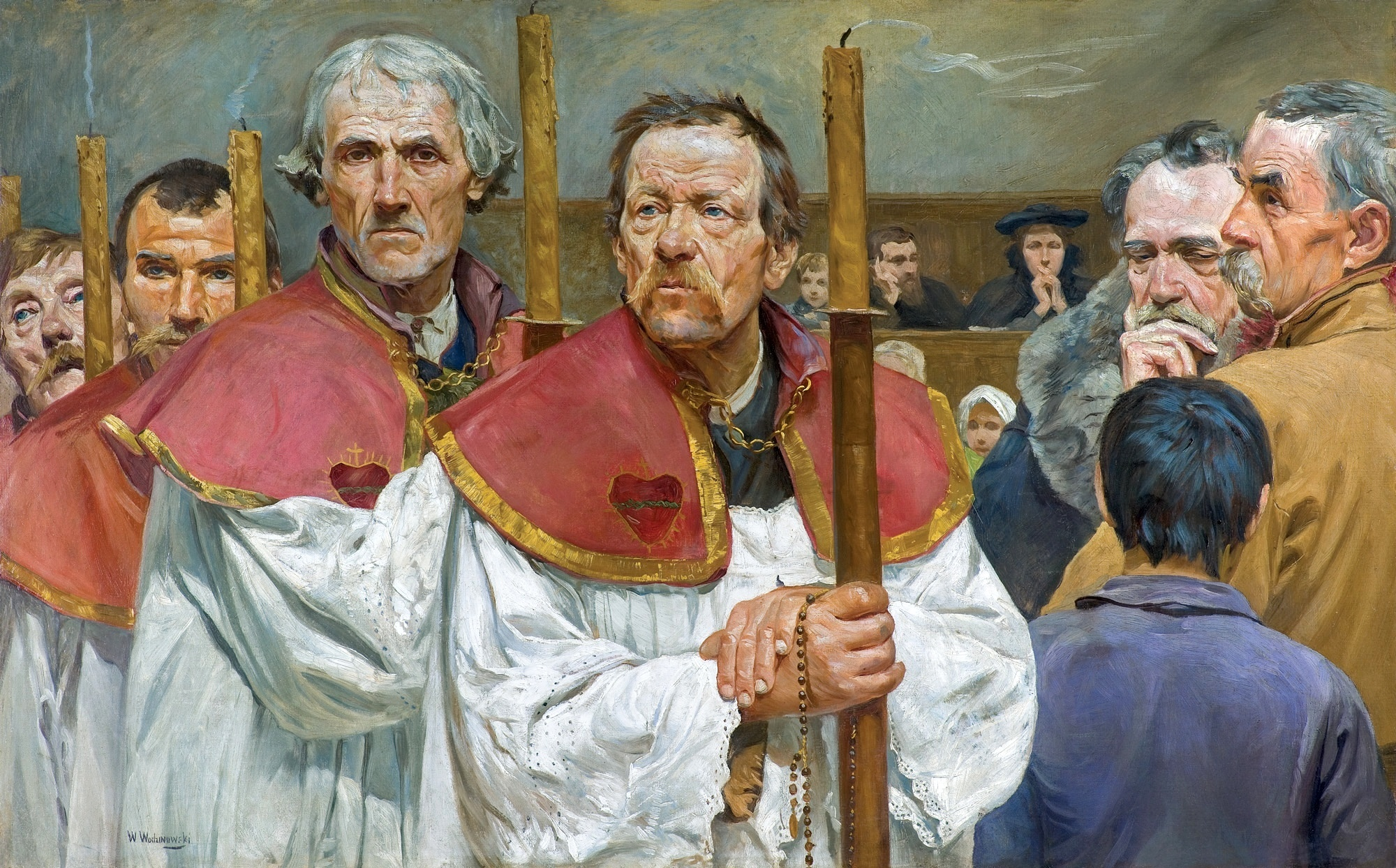
Procession